# هاسمیک ناقاشیان
هاسمیک هوهانسی ناقاشیان (ارمنی: Հասմիկ Հովհաննեսի Նաղաշյան؛ انگلیسی: Hasmik Naghashyan؛ زاده ۱ سپتامبر ۱۹۱۹ – درگذشته ۲۵ نوامبر ۲۰۰۳) یک بازیگر اهل ارمنستان بود. وی بین سال‌های - تا - میلادی فعالیت می‌کرد.

## زندگی‌نامه
وی در ۱ سپتامبر ۱۹۱۹ در ایروان به دنیا آمد . عضو اتحادیه کارگردان تئاتر ارمنستان بود. وی در تئاتر عروسکی هوهانس تومانیان ایروان (۱۹۵۹) فعالیت می‌کرد. وی همچنین برندهٔ جوایزی همچون مدال شجاعت کار، مدال کارگر ممتاز، مدال به مناسبت یکصدمین سالگرد تولد ولادیمیر ایلیچ لنین، هنرمند شایسته ارمنستان شوروی (۱۹۵۶) شده است. وی در ۲۵ نوامبر ۲۰۰۳ در سن ۸۴ سالگی در ایروان درگذشت.